# Geostationary Carbon Cycle Observatory

Geostationary Carbon Cycle Observatory, plus communément désigné par son acronyme GeoCARB, est une mission spatiale de l'agence spatiale américaine, la NASA, dont l'objectif est de mieux comprendre le cycle du carbone en mesurant les concentrations des principaux gaz associés au carbone (monoxyde de carbone, dioxyde de carbone, méthane) sur l'ensemble du continent américain avec une période de visite au minimum quotidienne. Il s'agit non pas d'un satellite mais d'un instrument qui sera installé à bord d'un satellite de télécommunications commercial placé sur une orbite géostationnaire au-dessus du continent américain. L'instrument devait entrer en service en 2022 avec une mission primaire d'une durée de 3 ans. Mais à la suite de difficultés techniques, de l'impossibilité de trouver un satellite pour héberger l'instrument et de problématiques de cout, la mission est annulée en novembre 2022.

## Sélection de la deuxième mission de classe Venture
La mission GeoCARB est sélectionnée par l'agence spatiale américaine, la NASA, en décembre 2019 parmi quinze propositions. Celles-ci ont été soumises en réponse à un appel d'offres lancé par l'agence spatiale pour choisir la deuxième mission de classe Venture (La première de ces missions d'observation de la Terre à coût réduit était CYGNSS). Le projet GeoCARB est placé sous la direction du responsable scientifique  Berrien Moore de l'Université de l'Oklahoma. L'instrument est construit par Lockheed Martin et différents établissements de la NASA participent à la mission. Le budget total alloué à la mission est de 166 millions US$. Il finance sur une période de 5 ans le développement de l'instrument, la participation au lancement et l'analyse des données recueillies,.

## Objectifs de la mission
La mission doit mesurer les concentrations de monoxyde de carbone, dioxyde de carbone, méthane et la  fluorescence émise par la chlorophylle. Les données fournies avec une périodicité d'observation quotidienne au lieu de la périodicité hebdomadaire des observatoires spatiaux existants, permettront aux scientifiques de mieux comprendre les différentes contributions à la balance du carbone et de fournir des prévisions plus robustes sur le futur de la Terre. Les mesures effectuées par GeoCARB depuis l'orbite géostationnaire doivent compléter celles réalisées par les principaux instruments des missions spatiales mesurant le cycle du carbone : OCO-2, GOSAT-2, TROPOMI et FLEX. 
Ces données scientifiques élémentaires doivent contribuer à apporter des réponses à des questions complexes comme celles portant sur l'évolution du cycle du carbone. Les résultats  sont à la fois destinés à l'industrie, aux milieux scientifiques et aux responsables politiques. La mesure de la fluorescence émise par la chlorophylle permet d'évaluer le stress de la végétation face à des phénomènes climatiques comme la sécheresse. C'est un indicateur important de la santé de l'écosystème. Ces données permettront de mieux comprendre le niveau de production global des productions agricoles.

## Description de l'instrument GeoCARB
L'instrument comprend une partie optique (ouverture, télescope), un spectromètre et un boitier électronique. Il s'agit d'un spectrographe imageur à fente comportant 4 canaux infrarouge et optimisé pour mesurer les concentrations de dioxyde de carbone (1,61 et 2,06 micromètres), de monoxyde de carbone et de méthane (2,32 micromètres). Le quatrième canal (0,76 micromètres) est utilisé pour mesurer la quantité d'oxygène moléculaire présent et en déduire les ratios des différents gaz composant le mélange. Ce quatrième canal permet également de mesurer la fluorescence émise par la chlorophylle. L'instrument permet d'effectuer des mesures avec une résolution spatiale de 5 x 10 kilomètres avec une fréquence au minimum quotidienne en observant chaque portion de territoire durant 9 secondes.  

## Hébergement par un satellite de télécommunications commercial
GeoCARB est installé à bord d'un satellite de télécommunications commercial, ce qui  permet de réduire de manière importante les coûts. L'instrument bénéficie des systèmes de production d'énergie et de télécommunications du satellite ainsi que de l'infrastructure permettant le contrôle du satellite. La plateforme du satellite de télécommunications étant fixe, le pointage de GeoCARB vers la zone observée est effectué à l'aide de miroirs faisant partie de l'instrument.

## Déroulement prévu  de la mission
Le satellite choisi pour héberger GeoCARB est positionné au niveau de la longitude 85° Ouest au-dessus du continent américain. L'instrument pourra ainsi observer les principales régions urbaines et industrielles de ce continent depuis Saskatoon au Canada jusqu'à Punta Arenas au Chili ainsi que les grandes régions agricoles, les forêts tropicales de l'Amérique du sud et les zones humides. La durée de la mission primaire est de 3 ans,.

## Annulation de la mission
Fin 2022 la NASA décide d'annuler la mission GeoCARB . En février de la même année, l'agence spatiale avait décidé de renoncer à trouver un satellite pour héberger l'instrument car aucun n'était disponible jusqu'en 2024. L'agence spatiale avait alors décidé de faire l'acquisition d'un satellite (projet GeoCarb Access to Space).  Mais en septembre ce projet est lui-même annulé. Parmi les raisons invoquées figurent des problèmes techniques affectant l'instrument, une forte augmentation des couts (173 millions US$ ont déjà été dépensés et le cout sur l'ensemble du cycle de vie a été révisé à 600 millions US$) et l'existence d'autres sources pour les données que devait collecter l'instrument. Pour répondre aux besoins que devaient satisfaire GeoCARB, la NASA compte notamment prolonger la durée de vie de l'instrument Orbiting Carbon Observatory 3 installé sur la Station spatiale internationale et utiliser les données des partenaires internationaux (Agence spatiale européenne,...). La NASA prévoit également de donner la priorité à la collecte des données sur les gaz à effet de serre pour la prochaine sélection de la mission Earth Explorer qui doit intervenir en 2025.